# Tęczanka czarnobrzeżona
Tęczanka czarnobrzeżona, tęczanka większa (Melanotaenia nigrans) – gatunek ryby aterynokształtnej z rodziny tęczankowatych (Melanotaniidae). Bywa hodowana w akwariach.

## Występowanie
Zasiedla wody słodkie i słonawe w północno-wschodniej Australii żyjąc w wodach przy ujściu rzek. 

## Charakterystyka
Na wysokości linii bocznej biegnie czarny pas. Powyżej linii ubarwienie oliwkowoszarobrązowe, a poniżej srebrzystobiałe. Samiec jest większy od samicy. 
Wszystkożerna, osiąga ok. 8–10 cm długości.